# Coppa del Mondo femminile di pallavolo 1995
La Coppa del Mondo femminile di pallavolo 1995 si è svolta dal 3 al 17 novembre 1995 a Tokyo, Matsumoto, Fukuoka, Fukui, Nagoya, Okazaki, Osaka e Kōbe, in Giappone. Al torneo hanno partecipato 12 squadre nazionali e la vittoria finale è andata per la terza volta consecutiva a Cuba, che si è qualificata per i Giochi della XXVI Olimpiade, insieme al Brasile e alla Cina, rispettivamente seconda e terza classificate.

## Girone unico

### Primo round
| Girone A                                                 | Girone B                                                             |
| -------------------------------------------------------- | -------------------------------------------------------------------- |
| Sede: Tokyo Canada Cina Egitto Giappone Paesi Bassi Perù | Sede: Matsumoto Brasile Corea del Sud Croazia Cuba Kenya Stati Uniti |

### Secondo round
| Girone C                                                   | Girone D                                                         |
| ---------------------------------------------------------- | ---------------------------------------------------------------- |
| Sede: Fukuoka Canada Cina Egitto Giappone Paesi Bassi Perù | Sede: Fukui Brasile Corea del Sud Croazia Cuba Kenya Stati Uniti |

### Terzo round
| Girone E                                                   | Girone F                                                          |
| ---------------------------------------------------------- | ----------------------------------------------------------------- |
| Sede: Nagoya Corea del Sud Cuba Egitto Giappone Kenya Perù | Sede: Okazaki Brasile Canada Cina Croazia Paesi Bassi Stati Uniti |

### Quarto round
| Girone E                                                             | Girone F                                            |
| -------------------------------------------------------------------- | --------------------------------------------------- |
| Sede: Osaka Canada Corea del Sud Croazia Giappone Egitto Stati Uniti | Sede: Kōbe Brasile Cina Cuba Kenya Paesi Bassi Perù |

## Classifica finale
| Classifica | Squadre       | Qualificazione              |
| ---------- | ------------- | --------------------------- |
|            | Cuba          | Giochi della XXVI Olimpiade |
|            | Brasile       | Giochi della XXVI Olimpiade |
|            | Cina          | Giochi della XXVI Olimpiade |
| 4          | Croazia       |                             |
| 5          | Corea del Sud |                             |
| 6          | Giappone      |                             |
| 7          | Stati Uniti   |                             |
| 8          | Paesi Bassi   |                             |
| 9          | Canada        |                             |
| 10         | Perù          |                             |
| 11         | Kenya         |                             |
| 12         | Egitto        |                             |